# George Price Boyce

Dante Gabriel Rossetti: George Price Boyce mit Fanny Cornforth in Rossettis Londoner Studio, 1858

George Price Boyce (* 24. September 1826 in Bloomsbury; † 11. Februar 1897 in Chelsea) war ein britischer Architekt und Aquarell-Maler.

## Leben
George war das älteste Kind von George Boyce und seiner Ehefrau Anne Price. Er besuchte die Schule in Chipping Ongar, Epping Forest, und studierte später an der Sorbonne in Paris. Nach seiner Rückkehr in England (1846) arbeitete er darauf im renommierten Londoner Architektenbüro „Wyatt & Brandon“. Nach einem Treffen mit dem Künstler David Cox, entschied er, dass sein eigentliches Interesse in der Malerei lag. Im Jahr 1849 kündigte er und begann mit finanzieller Unterstützung seines Vaters, wie er auch schon seine künstlerisch begabten Schwester Joanne förderte. Boyce studierte an der Royal Academy of Arts und Cox stand ihm als Mentor zur Seite. Durch seine Mitstudenten Thomas Seddon und Dante Gabriel Rossetti kam er mit der Künstlerbewegung Präraffaeliten in Kontakt. Der Einfluss der Präraffaelitische Bruderschaft zeigte sich bald in seinen Werken. Durch John Ruskin, der Interesse an seinen Arbeiten fand, ging Boyce auf Studienreise nach Frankreich, Italien und nach Ägypten. Über Rossetti lernte er Fanny Cornforth kennen und ging später eine Liebesbeziehung mit ihr ein. 1862 zog er nach Chelsea, in die Nähe von Rossetti, wo er bis zu seinem Tode lebte.
In den 1940er Jahren wurden die Tagebücher von George Price Boyce veröffentlicht, diese sind eine unschätzbare Quelle für Informationen über Rossetti und die Bruderschaft der Pre-Raphaeliten.